# Studebaker Champion
La Champion è un'autovettura costruita dalla Studebaker dal 1939 al 1958. Fu una delle vetture più di successo della casa automobilistica statunitense, che contribuì a farla uscire da un periodo di difficoltà economica. Una nota distintiva della vettura era la forma particolare della parte anteriore che ricordava un jet.

## Il contesto
Era assemblata a South Bend (in Indiana, negli Stati Uniti d'America) ed è stata commercializzata in diverse serie, una prima (1939-1941), una seconda (1942-1946), una terza (1947-1950), una quarta (1951-1956) ed una quinta ed ultima (1957-1958). Era disponibile in quattro versioni, quattro porte berlina e familiare, e due porte coupé e cabriolet. Aveva motore anteriore e trazione posteriore.
La produzione della Champion cominciò all'inizio del 1939 e terminò nel 1958, un anno prima del lancio della Studebaker Lark. Poco prima di questo periodo la società era in amministrazione controllata e stava cercando di tornare a fare profitto. Il successo della Champion nel 1939 fu fondamentale per la sopravvivenza della Studebaker dopo i magri guadagni con le vendite del 1938.
Al contrario di molte altre vetture, la Champion fu progettata senza basarsi su qualche modello precedente, in altre parole, era costruita “partendo da zero”. Non aveva quindi restrizioni causate dall'uso di vecchi componenti o dall'utilizzo di parti adattate da altre vetture.
Un'attenta indagine di mercato portò alla selezione delle caratteristiche della Champion, che sarebbe dovuta essere più leggera delle antenate e delle concorrenti. In proporzione alle sue dimensioni divenne una delle vetture più leggere del periodo; la sua maggior concorrente fu la Willys Americar.
Anche l'ingegneria applicata era ottima. Il suo compatto motore era un sei cilindri in linea che fu mantenuto fino al 1964, con un aggiornamento nel 1961, dove furono installate valvole in testa nell'impianto di distribuzione.
La Champion fu una delle Studebaker più vendute anche grazie al basso prezzo (660 dollari per una due porte coupé del 1939), un motore affidabile e la linea accattivante. Quest'ultima fu opera di Raymond Loewy.
La Champion vinse il Mobil Economy Run grazie al basso consumo di benzina in rapporto alla distanza percorsa; per questo motivo, durante la seconda guerra mondiale, queste vetture erano particolarmente ambite in un periodo in cui il carburante era razionato.
Dal 1943 al 1945 il suo propulsore fu utilizzato anche sul cingolato Studebaker M29 Weasel, che trasportava personale e vettovagliamento durante il secondo conflitto mondiale. Questo cingolato utilizzava anche la frizione, la trasmissione e le sospensioni a balestra della Champion.
Nel 1946 la produzione fu limitata, e fu basata comunque sulla carrozzeria del 1942, in preparazione della nuova serie del 1947. Tutte le Studebaker costruite nel 1946 furono chiamate Skyway Champion.
Nel 1957 la Champion Scotsman, una versione più spartana, fu introdotta dalla casa per competere con le tre più grandi case automobilistiche statunitensi (la Ford, la Chrysler e la General Motors) e con la Nash nel campo delle automobili a basso costo. Poco dopo la sua introduzione, il modello fu rinominato Studebaker Scotsman.

## Galleria d'immagini

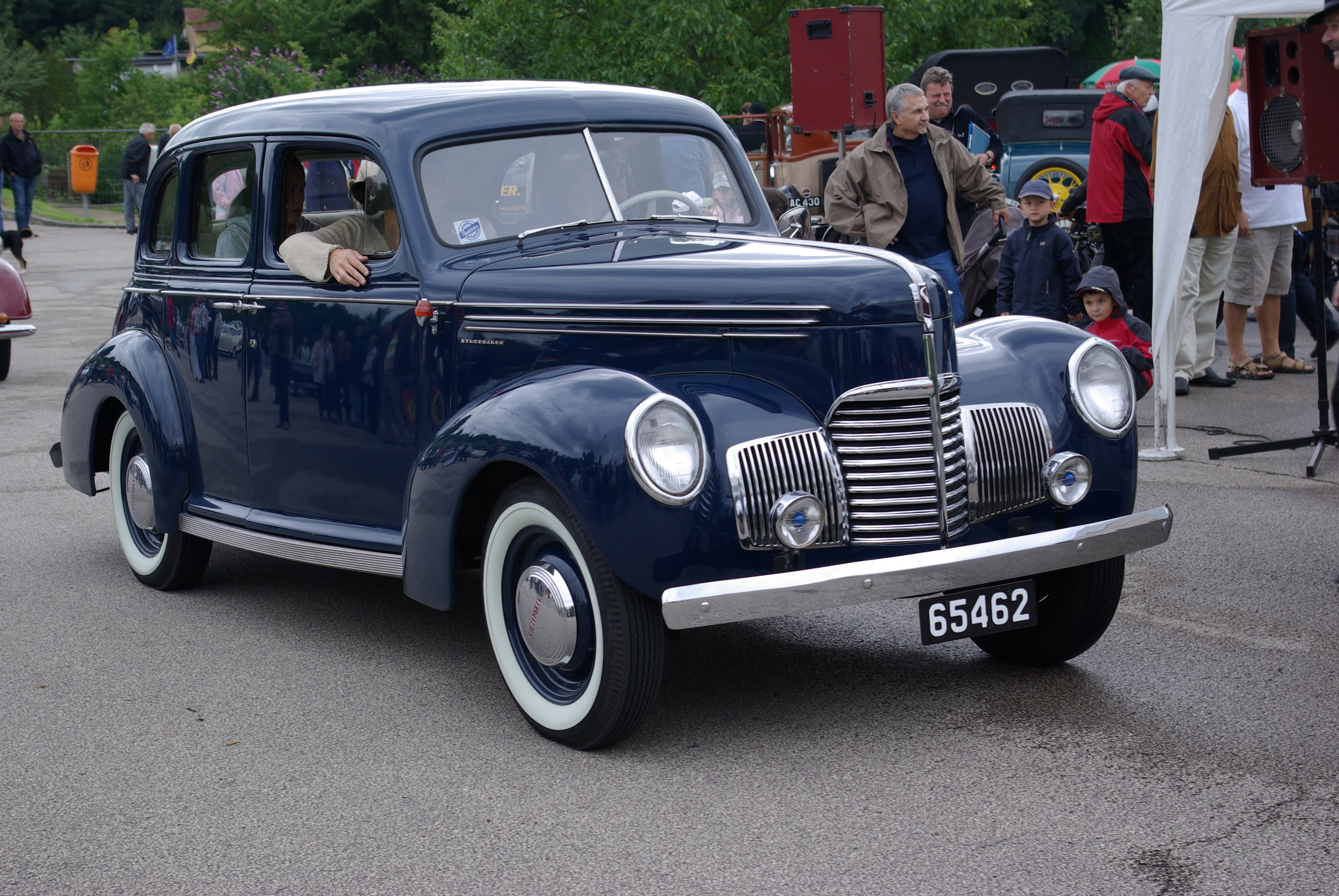
Una Studebaker Champion del 1939 prima serie
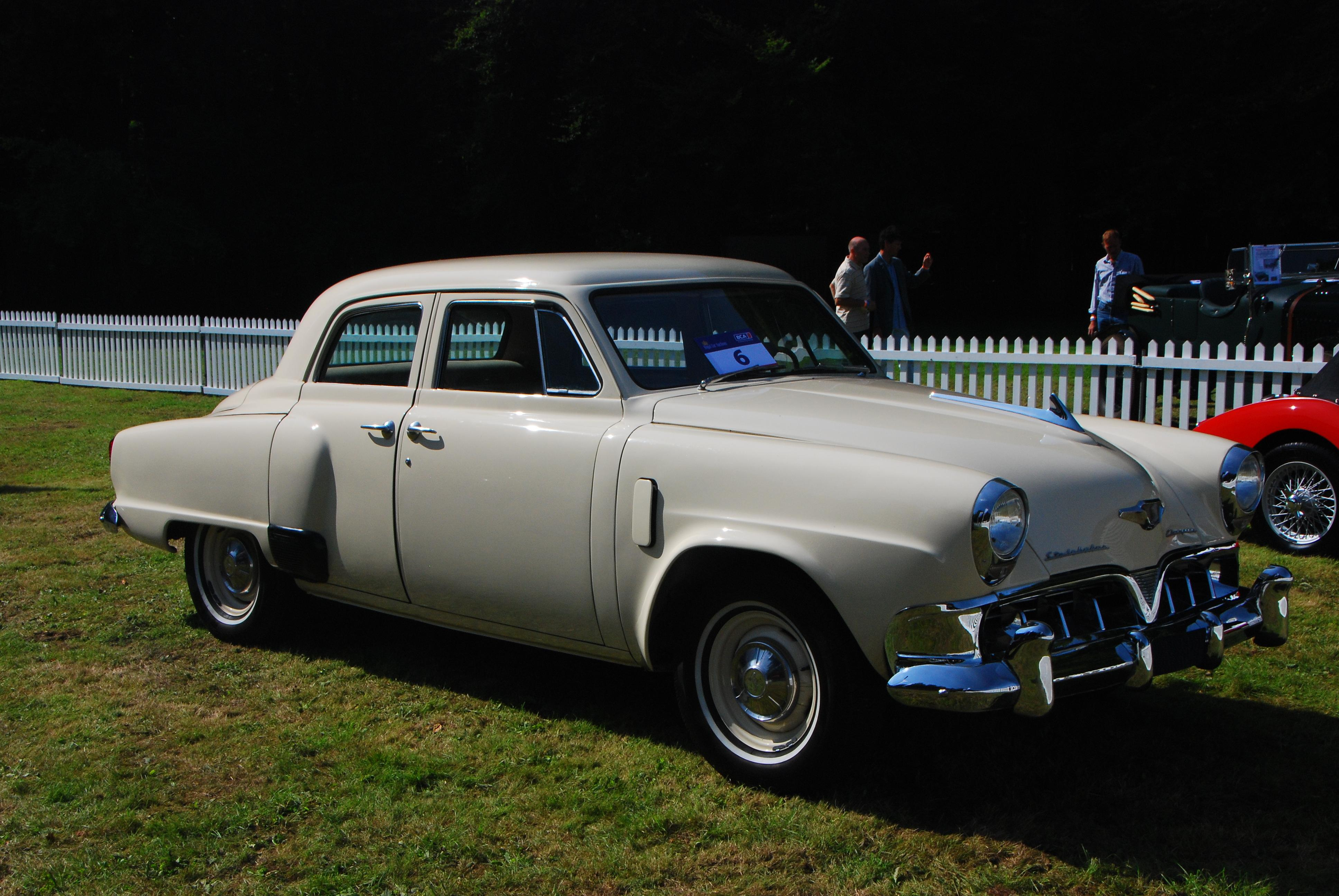
Una Studebaker Champion versione 4 porte berlina
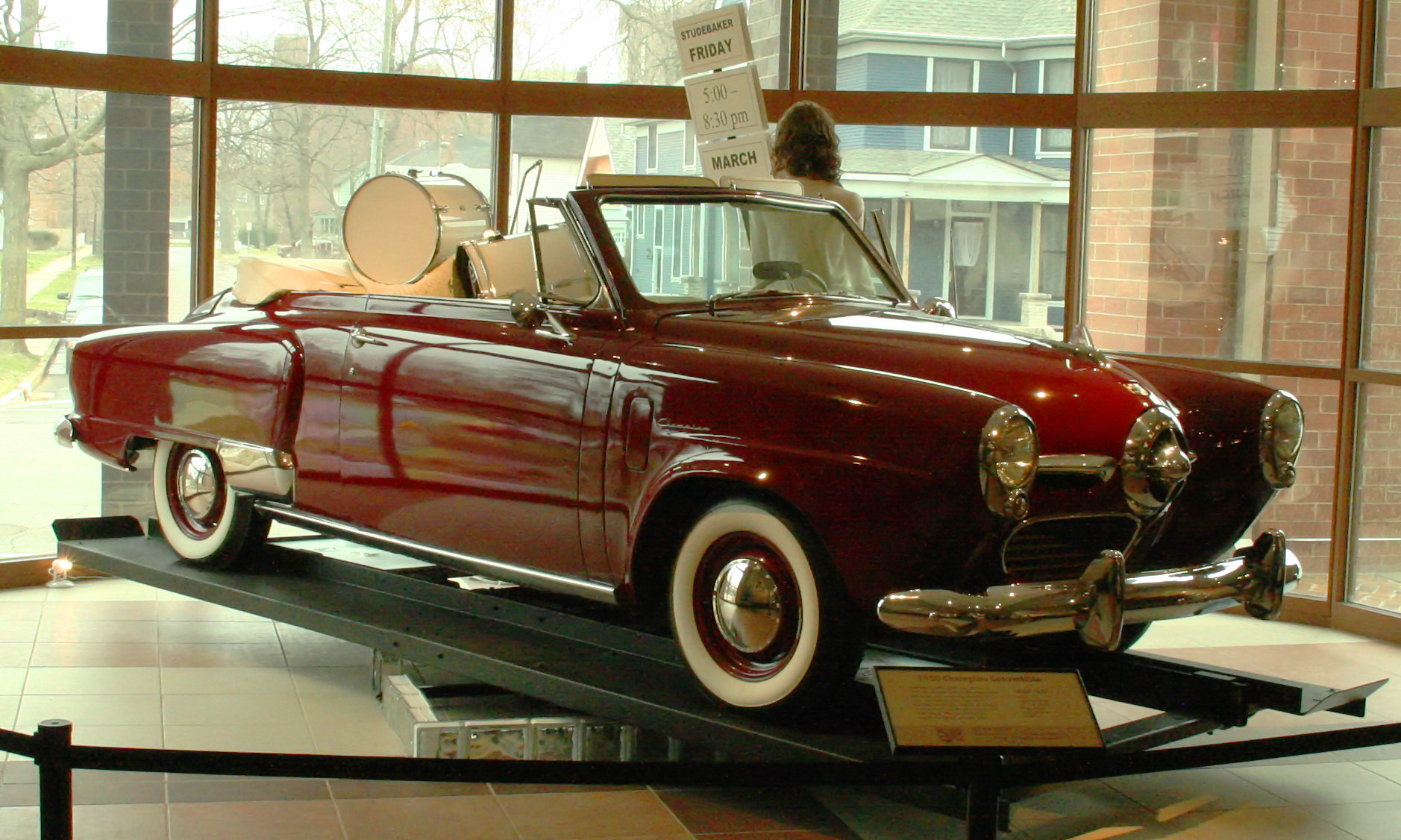
Una Studebaker Champion terza serie, mostrata al Studebaker National Museum
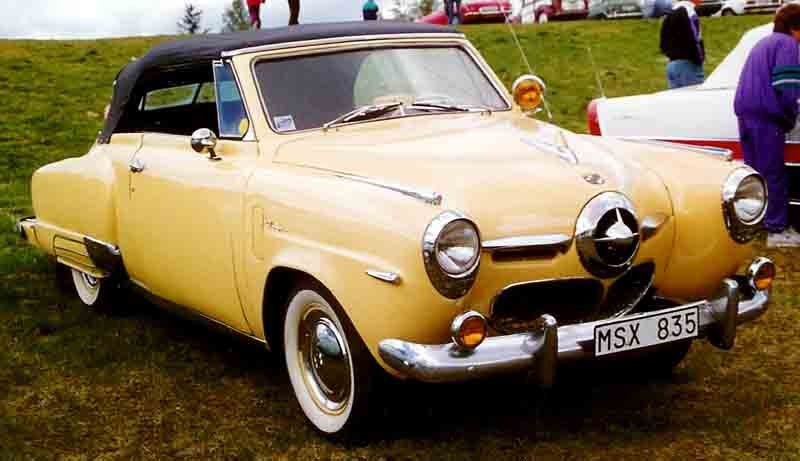
Una Studebaker Champion terza serie cabriolet del 1950
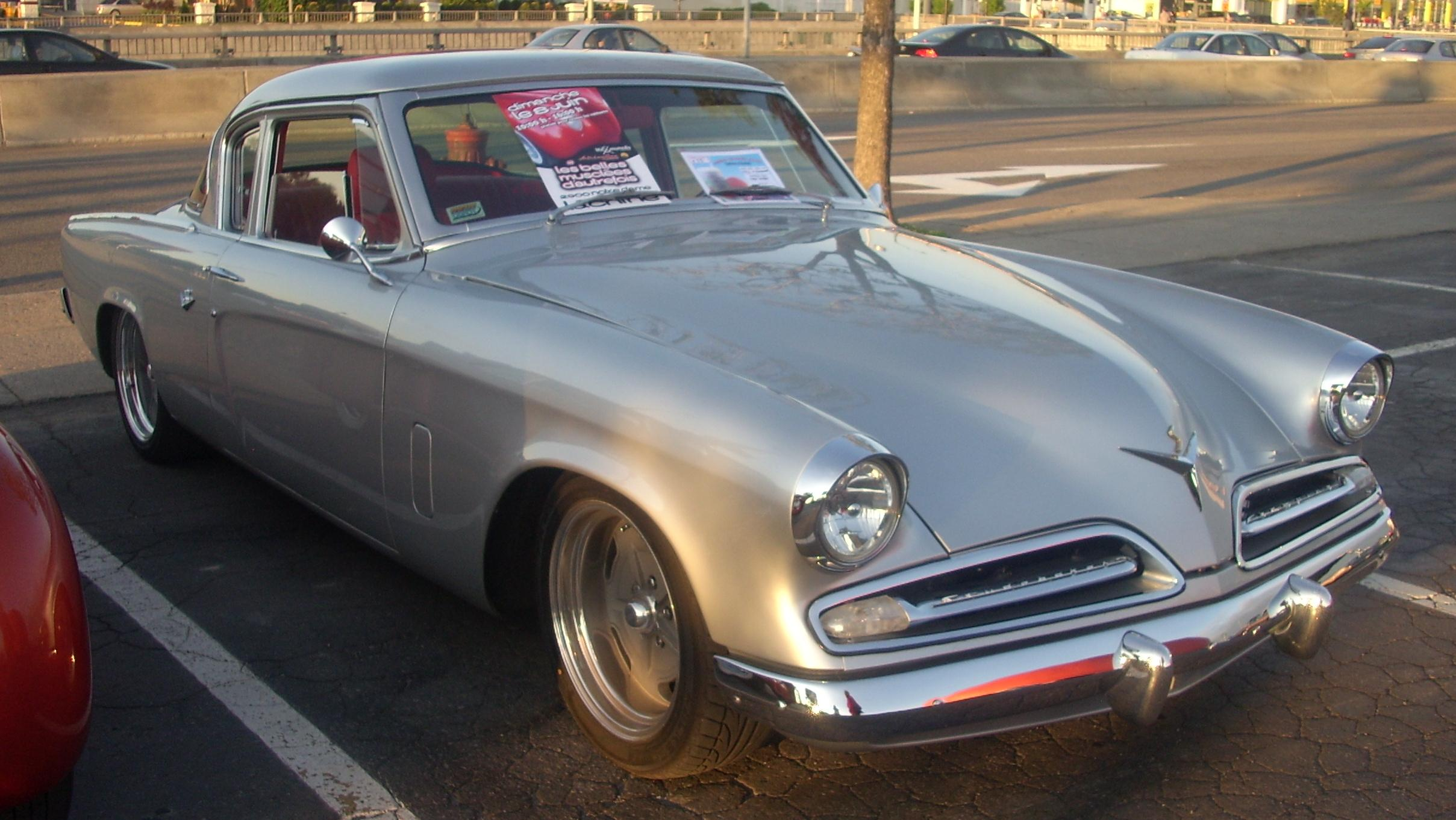
Una Studebaker Champion quarta serie coupé del 1953